# 莫特洛烏采河
22°13′32″S 29°01′03″E / 22.225488°S 29.017614°E
莫特洛烏采河是博茨瓦納的河流，位於該國東部中部區，處於首都哈博羅內東北面400公里，屬於林波波河的支流，流域面積19,053平方公里。